# Boxeur Des Rues
Boxeur Des Rues è un'azienda di abbigliamento sportivo e streetwear italiana, fondata nel 2003 e gestita dalla Boxeur Des Rues & Malloy S.r.l., una società basata a Segrate. L'azienda è attiva nella progettazione, produzione, concessione di licenze e commercializzazione di abbigliamento, articoli di moda e sportivi, come scarpe e accessori.

## Storia
Tradotto dal francese, "Boxeur Des Rues" significa "pugile delle strade". Il marchio si ispira al mondo del Savate, uno stile di combattimento nato tra i porti di Marsiglia nella seconda metà del XVIII secolo, grazie al contributo di marinai che facevano ritorno dall'Italia. Successivamente nacquero a Marsiglia diversi centri di combattimento e scommesse illegali; da qui il nome "Boxeur Des Rues".

## Sponsor
Dal 2007 Boxeur Des Rues è partner e fornitore tecnico di diverse squadre e organizzazioni sportive, tra cui tre campioni olimpici: Clemente Russo, Vincenzo Mangiacapre e Irma Testa.
Motociclismo
- Pramac Racing (2007–2012, 2017–)[4]
- ISPA KTM (2008)[5]
- ONDE 2000 KTM (2007)[6]
- Leopard Racing (2016–)

Sport da combattimento
- Bellator MMA (2017)[3]
- Federazione Pugilistica Italiana (2012–2017)[3]
- Italia Thunder[3]
- Oktagon (2012–2017)[3]
- Thaiboxe Mania (2017)[3]

Ciclismo
- Giro d'Italia (2016)[7]

Calcio
- Fussball Club Südtirol (2017–2021)[8]
- US Folgore Caratese ASD (2017–2019)[9]
- Associazione Sportiva Cittadella (2017–2019)[10]
- Società Sportiva Monza 1912 (2018–2019)
- Novara Calcio (2018–2019)

Pallacanestro
- Pallacanestro Crema (2019–)